# Fiberbajonettlilja
Fiberbajonettlilja, (Sansevieria hyacinthoides) är en sparrisväxtart som först beskrevs av Carl von Linné, och fick sitt nu gällande namn av George Claridge Druce. Sansevieria hyacinthoides ingår i släktet bajonettliljor, och familjen sparrisväxter. Inga underarter finns listade i Catalogue of Life.
Fiberbajonettliljan är mycket nära släkt med svärmors tunga, och båda arterna går ibland under namnet bajonettlilja.

## Bildgalleri

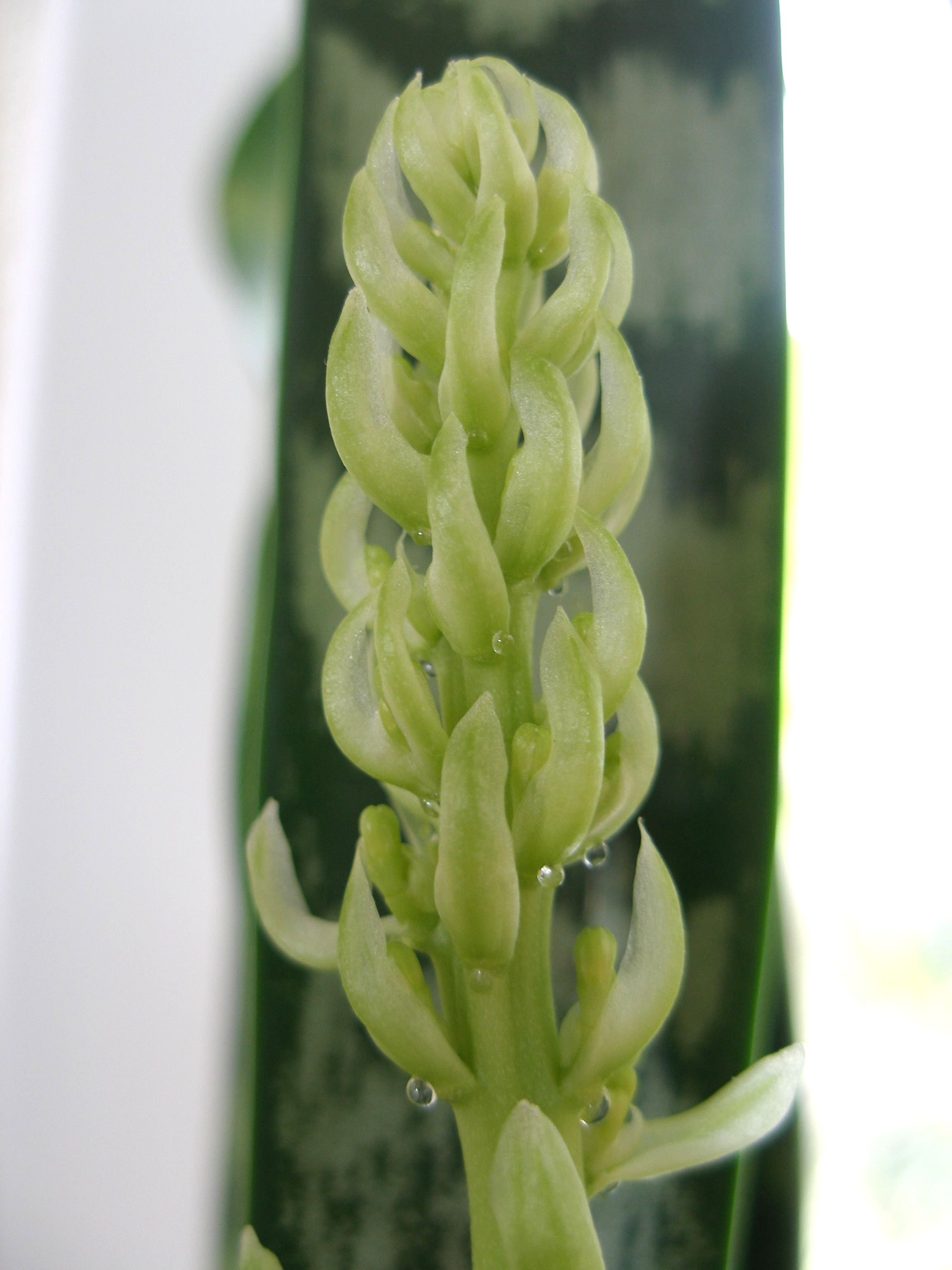
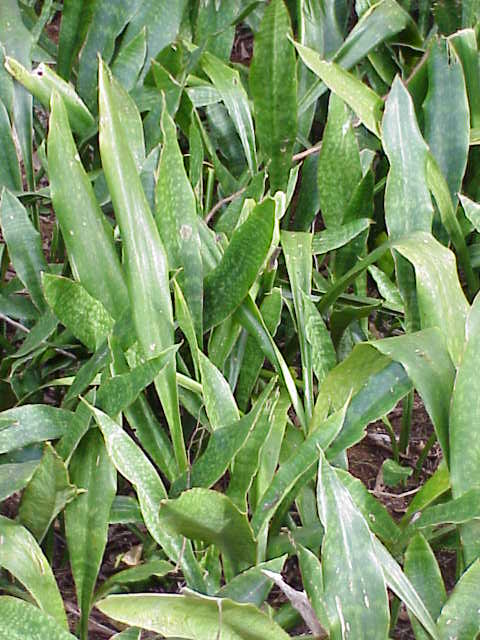
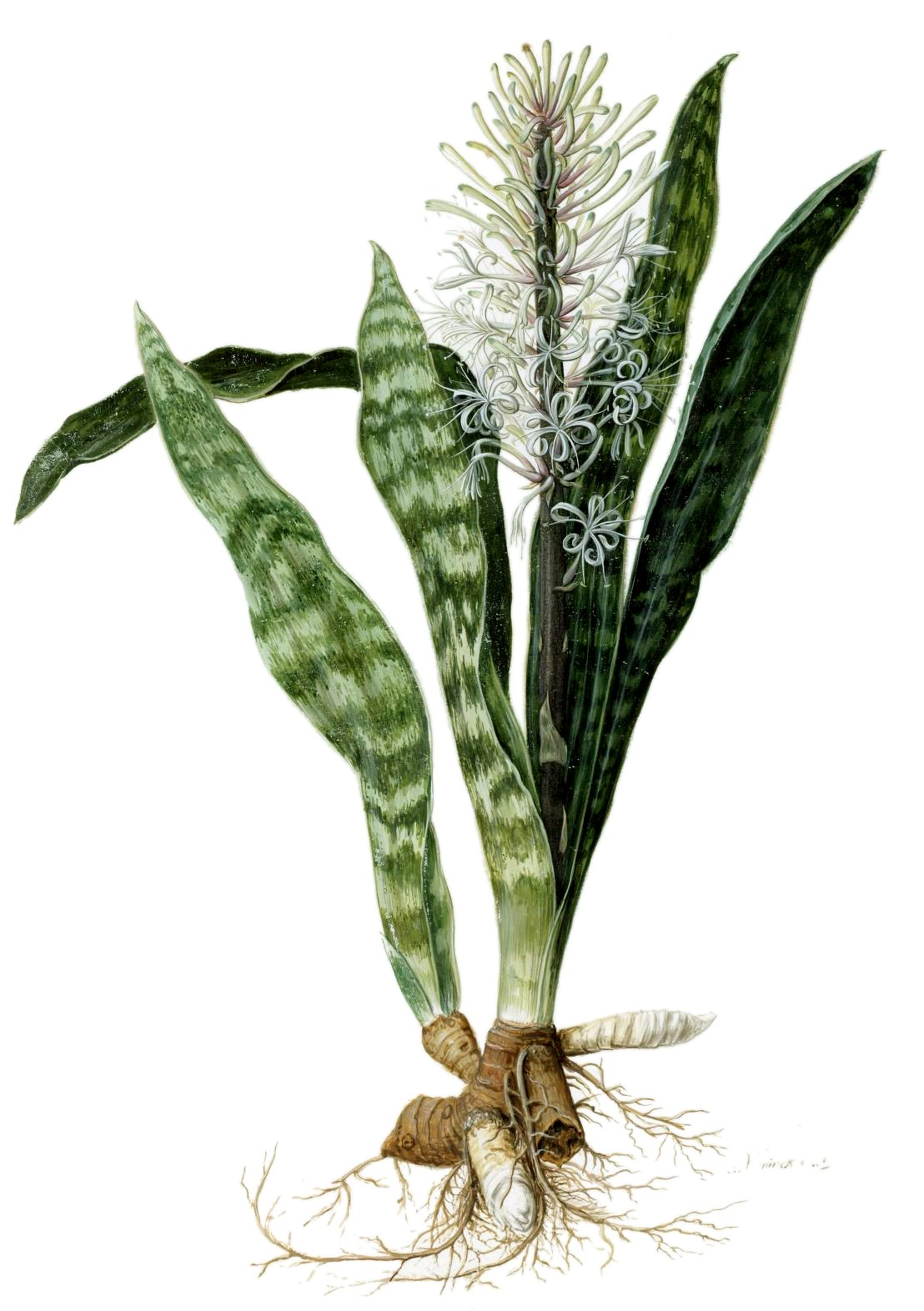
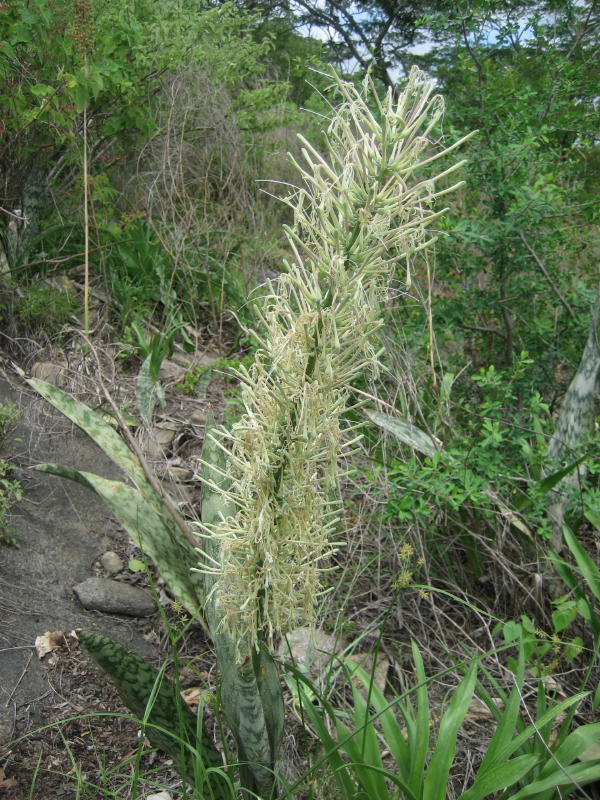